# Nelli (Einheit)
Nelli war ein Volumen- und Getreidemaß in Aceh, einer indonesischen Provinz an der Nordwestspitze der Insel Sumatra, und in der indonesischen Region Bencolen. Die Gewichtsangaben beziehen sich auf den Reishandel.
- 1 Nelli = 8 Bambus = 32 Tschopas/Tschopäh/Tschupah = etwa 14,595 Kilogramm
- 1 Tschopa = 456 Gramm
- 8 Nelli = 1 Gunschajh
- 80 Nelli = 1 Cojan/Coyang = 840 Bamboos = 2560 Tschopas = 1167,590 Kilogramm